# Беланже, Ив
Ив Беланже (фр. Yves Bélanger; род. 7 июля 1960, Сен-Жан-д’Ибервиль, Квебек, Канада) — канадский кинооператор.

## Биография
Впервые заинтересовался кинематографом в возрасте восьми лет, благодаря отцу, показавшему ему фильм Стэнли Кубрика «Космическая одиссея 2001 года», а в 13-ти летнем возрасте начал снимать короткометражное кино. Изучал киноискусство в Университете Конкордия, где получил степень бакалавра в 1984 году.
Карьеру оператора Беланже начал в 1989 году, со съёмок музыкальных клипов и рекламных роликов. Затем перешёл на телевидение, где работал с такими режиссёрами как Ален Дероше, Жан-Клод Лорд и Алан Меттер. Впервые получил признание критиков в 2001 году, благодаря работе над короткометражной картиной «Убивая время», за которую получил номинацию на премию Канадского сообщества кинооператоров. В 2003 году был удостоен премии CSC за работу над другим короткометражным фильмом «Полевые цветы».
Начиная с 2006 года Беланже работает в полнометражном кино. В 2012 году снял фильм Ксавье Долана «И всё же Лоранс», после чего начал сотрудничать с режиссёром Жан-Марком Валле. Вместе они работали на трёх картинах, таких как «Далласский клуб покупателей», «Дикая» и «Разрушение». За работу над фильмом «Дикая» Беланже был номинирован на премию «Золотая лягушка» фестиваля кинооператорского искусства Camerimage. За фильм «Бруклин» режиссёра Джона Кроули был удостоен премии Canadian Screen Awards. Также снял фильмы Клинта Иствуда «Наркокурьер», «Дело Ричарда Джуэлла» и «Присяжный номер 2».
Является членом Канадского Сообщества Кинооператоров (CSC).

## Фильмография
- 1989 — Le film de Justine
- 1991 — Транзитные письма
- 2000 — Бутылка
- 2007 — Моя дочь — заложница
- 2010 — Возвращение
- 2011 — Джерри
- 2011 — Дрожь холмов
- 2012 — И всё же Лоранс
- 2013 — Далласский клуб покупателей
- 2014 — Дикая
- 2015 — Маленькая королева
- 2015 — Бруклин
- 2015 — Разрушение
- 2016 — Взаперти
- 2017 — Индейский конь
- 2018 — Наркокурьер
- 2019 — Та ещё парочка
- 2019 — Дело Ричарда Джуэлла
- 2019 — Спасибо за всё
- 2023 — Она сказала «Да!»
- 2024 — Присяжный номер два